# Cristina Gómez
Cristina Gómez Jiménez (* 6. Juli 1998 in San Pedro del Pinatar) ist eine spanische Squashspielerin. 

## Karriere
Cristina Gómez begann ihre Karriere im Jahr 2017 auf der PSA World Tour und gewann auf dieser bislang zwei Titel. Ihre beste Platzierung in der Weltrangliste erreichte sie mit Rang 58 im Februar 2022. Mit der spanischen Nationalmannschaft nahm sie mehrfach an Europameisterschaften teil, ihr Debüt gab sie 2013. Im Einzel stand sie 2017 im Hauptfeld und schied in der ersten Runde aus. Bei Weltmeisterschaften gehörte sie 2012, 2014, 2016 und 2024 zum spanischen Kader. Bei den World Games 2017 war sie ebenfalls Teil des spanischen Aufgebots. Von 2017 bis 2020 wurde sie viermal in Folge sowie nochmals 2022, 2023 und 2025 spanische Meisterin.

## Erfolge
- Gewonnene PSA-Titel: 2
- Spanischer Meister: 7 Titel (2017–2020, 2022, 2023, 2025)